# Jean-Baptiste Jourdan (homme politique)
Pour les articles homonymes, voir Jourdan et Jean-Baptiste Jourdan (homonymie).
Jean-Baptiste Nicolas Jourdan du Mazot, né le 19 décembre 1757 à Lormes et mort le 16 novembre 1829 à Saint-Aubin-des-Chaumes, était un homme politique français. il est pendant douze années député sans interruption, de 1792 à 1804. 

## Biographie

### Début de carrière
Avant la Révolution française, Jourdan est conseiller auprès de l'élection de Vézelay.
Il se rallie aux idées révolutionnaire et devient en 1790 maire de Saint-Aubin-des-Chaumes. Puis la même année il est élu membre du conseil du département de la Nièvre pour le district de Corbigny.
Le 20 juillet 1790, il est élu administrateur du département, fonction qu'il conserve durant environ un an.

### Député de la Nièvre à la Convention
Le 8 septembre 1792, il est élu député de la Nièvre à la Convention nationale, le septième et dernier, par 141 voix sur 208 votants. Jourdan affiche dans cette assemblée des opinions très modérées, voire royalistes, et siège au sein de la Plaine. Lors du jugement du roi, en janvier 1793, il vote pour l'appel au peuple et pour le bannissement jusqu'à la paix. Quelques semaines plus tard, il se prononce en faveur de la mise en accusation de Jean-Paul Marat.
Le 6 juillet 1793, il monte à la tribune pour demander la suspension du décret d'arrestation lancé contre Ballard, le procureur-syndic de la Nièvre. Il n'obtient pas gain de cause, et se tait ensuite pendant la Terreur.
Après le 9 thermidor, Jourdan réapparaît à la tribune. En septembre 1794, il dénonce un projet de soulèvement contre la représentation nationale et attaque un discours prononcé par Vadier au Club des Jacobins. En brumaire an III, il demande au Comité de salut public d'éloigner du territoire français les derniers représentants des Bourbon. Certains y ont vu une manœuvre de sa part afin de sauver Louis XVII. Le 4 nivôse an III (24 décembre 1794), il annonce à la Convention la découverte d'une mine de charbon à Parigny[Où ?].
Il est ensuite envoyé en mission dans son département et dans l'Yonne. En 1795, il est représentant en mission à Marseille, où les Jacobins locaux l'accusent de favoriser les massacres royalistes.

### Carrière sous leDirectoireet leConsulat
En octobre 1795, Jourdan est réélu par la Nièvre au Conseil des Cinq-Cents par 188 voix sur 219 votants. Il est élu dans le même temps par le Loiret, mais il opte finalement pour son département natal. À nouveau, il se montre très modéré tout au long de son mandat et se tient à l'écart des débats. Cela lui permet d'être constamment réélu jusqu'à la chute du Directoire. Toutefois en 1797, à cause de ses sympathies royalistes, il manque de peu d'être compris dans la proscription du 18 fructidor.
En 1799, il se rallie au régime de Bonaparte. Il est ainsi choisi par le Sénat conservateur pour siéger au Corps législatif, toujours en tant que représentant de la Nièvre. Il occupe ce poste pendant toute la durée du Consulat, jusqu'au 22 mars 1804.

### Fin de vie
Jourdan se met en retrait de la vie publique. En 1808, il devient néanmoins conseiller général de la Nièvre. Son plus jeune fils Athanase-Jean-Léger Jourdan, né en 1791 et décédé précocement en 1826, devient un jurisconsulte renommé.
Jourdan s'éteint en 1829 dans sa soixante-douzième année.

## Sources
- Ressource relative à la vie publique :   - Base Sycomore
- Notices d'autorité :   - VIAF
  - ISNI
  - BnF (données)
  - IdRef
  - Italie
- « Jean-Baptiste Jourdan (homme politique) », dans Adolphe Robert et Gaston Cougny, Dictionnaire des parlementaires français, Edgar Bourloton, 1889-1891 [détail de l’édition]